# 백령도 무인기
백령도 무인기는 2014년 3월 31일 백령도에 추락한 조선민주주의인민공화국(북한) 무인기를 말한다.

## 추락 및 발견
최초로 발견된 것은 3월 31일 평안남도 온천의 비행장에서 이륙한 것이 한국군의 F-15K 전투기와 E-737 조기경보통제기 등의 레이다에 탐지된 것이다. 이후 무인기는 소청도를 향해 남하하였으며, 이 와중에 레이다에 탐지되었다가 사라졌다가를 반복하였다. 이후 무인기는 소청도와 대청도 상공을 S자로 훑으면서 사진촬영을 하였고, 백령도까지 날아왔다가 연료부족으로 추락하였다. 추락한 무인기는 백령도 사곶교회 인근 밭에서 발견되었다. 한편 당일 낮 12시40분께 소형비행체 1대가 레이다에 포착되어 백령도에 주둔중이던 해병대가 벌컨포를 이용해 경고사격을 하였고 이후 비행체는 레이다에서 사라졌으나, 이 비행체와 무인기 간의 관계는 알려지지 않았다. 한국군은 이 비행체가 또 다른 북한의 무인기일 가능성에 대하여 조사중이다.

## 설계
- 길이: 1.83 m
- 날개폭: 2.45 m
- 무게: 12.7 kg
- 탑재카메라: 니콘 D800 디지털 카메라
- 추진: 4행정 엔진
- 비행고도: 1.4 km 안팎
- 유도방식: GPS 수신기 2개 탑재
- 소재: 폼코어[4]
- 외양: 원통 기체에 직선형 날개, V자형 꼬리날개

## 실체
중국의 무인항공기 기업 마이크로플라이의 uv-10이라는 무인기가 원본이다.

## 같이 보기
- 2022년 조선민주주의인민공화국 무인기의 대한민국 영공 침범 사건